# Scituloglaucytes notabilis
Scituloglaucytes notabilis är en skalbaggsart som först beskrevs av J. Linsley Gressitt 1953.  Scituloglaucytes notabilis ingår i släktet Scituloglaucytes och familjen långhorningar.
Artens utbredningsområde är Vanuatu. Inga underarter finns listade i Catalogue of Life.